# Carex durieui
Carex durieui é uma espécie de planta com flor pertencente à família Cyperaceae. 
A autoridade científica da espécie é (J. Gay) Steud. ex Kunze, tendo sido publicada em Supplemente zu Schkuhr's Riedgräsern 149. 1844.

## Portugal
Trata-se de uma espécie presente no território português, nomeadamente em Portugal Continental.
Em termos de naturalidade é endémica da Península Ibérica.

## Protecção
Não se encontra protegida por legislação portuguesa ou da Comunidade Europeia.